# Helene Wagner
Helene Wagner (* 23. April 1878 in Stuttgart; † 16. September 1956 in Stuttgart) war eine deutsche Malerin und Grafikerin des Spätimpressionismus. Sie malte Landschaften, Figurenkompositionen, Porträts (in der Frühzeit besonders Frauen- und Mädchenbildnisse von ihrer Familie, auch Selbstporträts) sowie Stillleben. Zu ihren Werken gehören auch die frühen Akademiestudien (Pflanzen, Muscheln, Tiere, Kopfstudien) sowie Graphitzeichnungen (z. B. Interieurs ihrer Wohnungen).

## Biografie
Helene Wagner wuchs in Stuttgart auf. Sie lebte zunächst mit ihren Eltern in der Reinsburgstraße, bevor sie als unverheiratete Frau zusammen mit ihrer Schwester Julie und ihrem Schwager Ferdinand Klett in Stuttgart-Degerloch in der Erwin-Bälz-Straße wohnte. Ihr Onkel war der Landschaftsmaler und Impressionist Otto Reiniger.
Wagner studierte ab dem Wintersemester 1897 an der Königlichen Kunstschule Stuttgart und besuchte zunächst den Unterricht von Friedrich von Keller, von 1898 bis 1901 den von Gustav Igler.
Von 1901 bis 1904 studierte sie bei Angelo Jank (Aktzeichnungen), Christian Landenberger (Malklasse) und Ludwig von Herterich an der im Oktober 1884 eingerichteten Damenakademie des Künstlerinnenvereins München.
Im Anschluss absolvierte sie im Wintersemester 1904/05 als eine der ersten Schülerinnen eine Zusatzausbildung an der Kunstgewerbeschule Stuttgart.
Nach der Berufung Christian Landenbergers kehrte Wagner 1905 noch einmal nach Stuttgart zurück und war bis 1906 an der Akademie der Bildenden Künste Stuttgart eingeschrieben. Helene Wagner war zeit ihres Lebens als freischaffende Künstlerin in Stuttgart tätig und hatte zahlreiche Privatschülerinnen. Ein Jahr lang arbeitete sie als Zeichenlehrerin an der Rothertschen Mädchenschule Stuttgart. Sie lebte von Auftragsporträts, die sie durch einen Fotografen ablichten ließ, um sie ihrer Kundschaft zu präsentieren und für sich selbst zu archivieren.
Wagner war Mitglied in zahlreichen Kunstverbänden und hatte dort auch wesentliche Ämter inne.
- 1901–1908: Mitglied im Künstlerinnenverein München
- Von 1907 bis zu ihrem Tod im Württembergischen Malerinnenverein
- 1915–1927: Frauenkunstverband, Ortsgruppe Stuttgart
- 1946–1956: Verband Bildender Künstler Württemberg (heute: Verband Bildender Künstler und Künstlerinnen Württemberg).[2]
- 1922: Jurymitglied des Württembergischen Kunstvereins
- 1934 und 1945: Ausschuss des Württembergischen Malerinnenvereins[2]

## Werk
In Farbwahl und Technik folgte Wagner ihrem Vorbild Christian Landenberger. Ihre stillen und zurückhaltenden Bilder zeichnen sich durch einen lockeren, bewegten und breiten Pinselstrich aus. Ihre Frauen- und Mädchenporträts der Frühzeit in den Farben Grau, Rosa, Violett und Blau zeigen Respekt zum Modell und eine „sanfte Wehmut“. Eins ihrer Hauptmotive waren Kinderporträts, z. B. aus Kinderheimen oder in der Familie geborene Kinder: „Säuglinge an der Brust der Mutter, mit Flasche, schlafend, in einem Hochstühlchen sitzend, beim Spielen.“
Wagner verbrachte viele Sommer in Tieringen und malte, ähnlich wie Emma Joos, oft Menschen und Landschaften in der freien Natur.
Wagners künstlerischer Nachlass mit 42 Ölgemälden, 600 Zeichnungen, Radierungen und Aquarellen ging im Jahre 2008 an das Landratsamt des Zollernalbkreises in Balingen.
Weitere Werke befinden sich in der Galerie der Stadt Stuttgart, in der Staatsgalerie Stuttgart, im Württembergischen Kunstverein sowie im Regierungspräsidium Stuttgart.
Werkbeispiele
- Pflanzenstudie, o. J.[3]
- Otto Wagner, o. J., Balingen, Landratsamt Kreisarchiv Zollernalbkreis[4]
- Brustbild eines Mädchens, o. J., Balingen, Landratsamt Kreisarchiv Zollernalbkreis[5]
- Halbakt eines jungen Mädchens, o. J., Balingen, Landratsamt Kreisarchiv Zollernalbkreis[6]
- Mutter und Tochter, o. J., Balingen, Landratsamt Kreisarchiv Zollernalbkreis[7]
- Sommerblumenstrauß, Öl auf Leinwand, Württembergischer Kunstverein[8]
- Mädchen im roten Kleid, o. J., Galerie der Stadt Stuttgart/Kunstmuseum Stuttgart

## Ausstellungen
zu Lebzeiten der Künstlerin
- 1909: Stuttgart: Ölgemälde (Rosen, Kinder) in der Vereinsausstellung im Atelierhaus des Württembergischen Malerinnen-Vereins
- 1910: Stuttgart: Mädchenporträts, im Atelierhaus des Württembergischen Malerinnen-Vereins
- 1911: Ausstellung in der Königlichen Hofkunsthandlung Schaller
- 1913: Stuttgart: Porträts und Landschaften (Zeichnungen) im Atelierhaus des Württembergischen Malerinnen-Vereins
- 1915: Dame mit Buch und Aktstudie im Frauenkunstverband
- 1915: Stuttgart: Stiefmütterchen (Ölgemälde) und Kinder am Tisch (Zeichnung) in der Ausstellung zu Gunsten württembergischer Künstler im Kgl. Kunstgebäude am Schlossplatz
- 1916: Karlsruhe: Frauenkunstverband im Badischen Kunstverein
- 1916: Mannheim: Frauenkunstverband
- 1916: Stuttgart: Blumenstilleben (Ölgemälde) in „Württembergische Kunst 1891 – 1916“ in der Ausstellung zu Ehren des 25-jährigen Regierungsjubiläums Königs Wilhelm II. im Kgl. Kunstgebäude am Schlossplatz
- 1920: Württembergischer Kunstverein
- 1924: Landschaft, Tulpenstilleben sowie mehrere Kinderstudien im Frauenkunstverband
- 1925: Stuttgart: Bildnis (Ölgemälde), Kinderbildnis I und II (Zeichnungen) und Kinderskizze (Zeichnung) in „Große Schwäbische Kunstschau“ in der Jubiläumsausstellung des Ausstellerverbands Künstlerbund
- 1927: Jubiläumsausstellung des Württembergischen Kunstvereins
- 1931: Stuttgart: Landschaft bei Degerloch in der Ausstellung des Künstlerbundes
- 1948: Ausstellung „Künstlerinnen sehen sich“ (historische Gegenüberstellung von Selbstporträts) des Bundes Bildender Künstlerinnen Württembergs
- 1956: Stuttgart: H. W. Kunsthaus Fischinger

posthum
- 1963: Kleine historische Ausstellung anlässlich des 70-jährigen  Vereinsjubiläums, Bund Bildender Künstlerinnen Württembergs
- 1966: Stuttgart: Ausstellung des Bundes Bildender Künstlerinnen Württembergs in der Galerie der Stadt Stuttgart
- 1980: „Donnerstag-Galerie“ zusammen mit Maria Hiller-Foell und Elisabeth Hahn, Atelierhaus-Galerie des Bundes Bildender Künstlerinnen Württembergs
- 1982: Kirchheim/Teck: Ausstellung des Württembergischen Malerinnen-Vereins / BBKW „Malerei und Kleinplastik“ im Kornhaus

## Ehrung
In Stuttgart-Stammheim ist im Neubaugebiet Langenäcker-Wiesert eine Straße nach Helene Wagner benannt.